# روي روجرز
روي روجرز (بالإنجليزية: Roy Rogers) (و. 1911 – 1998 م) هو ممثل تلفزيوني، وممثل أفلام، ومغني، وممثل، وموسيقي، وكاتب غنائي، من الولايات المتحدة الأمريكية، ولد في سينسيناتي، أوهايو، كان عضوًا في الحزب الجمهوري، توفي في أببل فالي، سان بيرناردينو، كاليفورنيا، عن عمر يناهز 87 عاماً بسبب فشل القلب.

## وصلات خارجية
- روي روجرز على موقع IMDb (الإنجليزية)
- روي روجرز على موقع الموسوعة البريطانية (الإنجليزية)
- روي روجرز على موقع ألو سيني (الفرنسية)
- روي روجرز على موقع ميوزك برينز (الإنجليزية)
- روي روجرز على موقع أول موفي (الإنجليزية)
- روي روجرز على موقع قاعدة بيانات برودواي على الإنترنت (الإنجليزية)
- روي روجرز على موقع قاعدة بيانات الأفلام السويدية (السويدية)
- روي روجرز على موقع إن إن دي بي (الإنجليزية)
- روي روجرز على موقع أول ميوزيك (الإنجليزية)
- روي روجرز على موقع ديسكوغز (الإنجليزية)